# 大野恭史
大野 恭史（おおの きょうじ、1959年7月24日 - ）は、日本の作曲家、編曲家、ピアニスト、音楽プロデューサー。東京都出身。成蹊大学工学部卒。

## 略歴
ヒーリング・ミュージックシリーズ「サイコジェネシス」（ビクターエンタテインメント）などの環境音楽作品や、ゲーム『Little Lovers』を始めとする映画、映像のための音楽の作曲家として知られる。その他、アーティストの編曲家・ポップスの作曲も随時行う。ノンジャンルのピアノソロオリジナル作品や即興を中心としたソロピアニストとしても活動している。小学校から中学校まで父親の仕事の関係でニューヨークに滞在。英語と日本語のバイリンガル。

## ディスコグラフィー
- サイコジェネシス・シリーズ
  - 「眠り」[1]「瞑想」[2]「覚醒」[3]「くつろぎ」[4]「エクスタシー」[5]計5タイトル（1990年・ビクター）
- 田中星児「すこやかファミリー」（1991年・ビクター）
- <COLEZO!>ストレス解消[6]（1991年・ビクター）
- サイコジェネシス・シリーズ計5タイトル（1992年・ビクター）
- サイコジェネシス・シリーズ・アコースティックバージョン計5タイトル（1993年・ビクター）
- マインド・コントロール・ミュージック
  - 「眠り」[7]「ストレス解消」[8]「目覚め」[9]「慰め」[10]「ダイエット」[11]計5タイトル（1993年・ビクター）
- 金ピカ先生佐藤忠志"うたで覚える英単語&英熟語（1994年・ビクター）
- 万引き防止シリーズ
  - 「音楽篇」[12]「自然音篇」[13]計2タイトル（1994年・ビクター）
- 健康盤シリーズ
  - 「快眠」[14]「美身」[15]「爽快」[16]「集中」[17]「気力」[18]「実力」[19]「心身開放」[20]計7タイトル（1996年・ビクター）
- ＜実用BEST＞7 店頭放送「大売り出し･万引防止」[21]（1997年・ビクター）
- リラックスイリュージョン
  - 「FOREST 森」[22]「STREAM せせらぎ」[23]「WAVE さざなみ」[24]計3タイトル（1998年・ビクター）
- N.B.O ストレス解消[25]（1999年・ビクター）
- PET MUSIC FOR DOGS
  - 「リラックス」[26]「エンジョイ」[27]計2タイトル（2000年・ビクター）
- ドラマCD「きみにしか聞こえない - calling you」（2003年・パイオニアLDC）
- 吉田裕美（ポプリ）So Happy Dream（2013年）

## 編曲
- リリーズ
  - Kalinga/Dragon （2006年・Suiren Music）
  - Dragon/Kalinga Daisy（2008年・Captain Music）
- 河合楽器製作所Music Together　邦題グループレッスンベーシックVol.1 - 4（2012年・海外向け音楽教材）
- エメリッヒ・カールマン ”オペレッタ シカゴ公爵夫人（2017年・日本初演用）

## 映画音楽
- 短編　戦慄の閉鎖病棟 迷宮篇（1999年）
- 俺たちの世界（2007年）
- 短編　Yama-Oni（2010年）
- 短編　お前にお父さんとは呼ばれたくないな（2011年）
- 雷蔵と笑い水（2011年）
- だから私は眠れない（2012年・「アイドル7 x監督7」より）
- いじめなんて、なかったんですから…暴走[28]（2013年）
- 短編　この坂道（2013年）
- 短編　深夜駆け込み（2014年・「アイドル7 x監督7」-2「傷女子」より）
- サメロメー2nd version（2014年）
- 中野JK 退屈な休日（2015年）
- ドキュメンタリー映画　涙の数だけ笑おうよ[29]（2016年）
- 弔い（2017年）
- もしもに愛を（2017年）
- 短編　別れ詠（2017年）
- 海に浮かぶ月（2019年）
- 銀幕彩日[30]（2022年）
- JAZZ GODFATHER[31]（2023年）

## テレビ
- 「シャキーン!」（2011年・企画、音源制作）
- 「鉄子の育て方」（2014年・名古屋テレビ）
- Viva! Peru!（2014年・TOKYO MX）

## CM 企業用音楽
- NTTコミュニケーションズ　V-portal（2001年・ジングル制作）
- 保険クリニック（2008年・CM音楽）
- リッチェル 販促ソング（2013年）ボーカル：近藤久美子
- コーセー化粧品コスメデコルテAQMWお手入れ用、サロン施術用ヒーリング音楽
- ヴァーナルキハナクリーミーセラムサウンドロゴジングル（2015年）
- SABO COFFEE[32] WEB CM（2022年・CM音楽）
- Butterfly "Open the world" WEB CM[33],TV CM（2022年・CM音楽）

## ゲーム
- Little Lovers（1997年）
- Little Lovers 2nd（1998年）

## 施設用音楽、サウンドデザイン
- つくば博日立館音楽担当（1985年）
- 富士急ハイランド
  - 「恐怖のスリラー館」（1986年）
  - 「恐怖のスリラー館 ショック119」（1987年）
  - 「戦慄の閉鎖病棟 迷宮篇」（2000年）[34]

## 関連リンク
- IMDB サイト
- 公式サイト
- 公式ブログ
- 事務所